# 八須夫人
八須夫人（やすふじん、朝鮮語: 팔수부인）は、第18代百済王・腆支王の夫人、第19代百済王・久尓辛王の生母である。倭人であることが有力視されている。

## 出自考証
金鉉球、盧重国、洪性和（朝鮮語: 홍성화、建国大学）、金起燮（朝鮮語: 김기섭、公州大学）などは、八須夫人は倭人だったと主張している。関連して、金鉉球などは、昆支王、東城王、武寧王の夫人も倭人であり、倭国王家が政策的に婚姻させたと主張している。
腆支王は、阿莘王三年（394年）に太子に冊封され、六年（397年）に倭国に人質として派遣されたが、この時の腆支王の年齢は大きく見積もっても10代初頭を越えない。腆支王の父である阿莘王は枕流王死亡時に幼いという理由で叔父の辰斯が王となったが、枕流王死亡時の阿莘王の年齢が20歳だったとしても、即位の頃の年齢は27歳であり、腆支王を太子に冊封した当時は29歳を越えていないからである。10代初頭頃に倭国に人質として派遣された腆支王は8年間倭国に滞留し、帰国する頃には結婚する年齢になっていた可能性が高いが、腆支王がいつどこで結婚したかは明らかではない。腆支王即位後、解氏が王戚として現れたが、このことは腆支王即位後、解氏の女性を王妃としたことを意味する。実権を掌握した解氏勢力は、自らの政治的地位を強化するために王家との結婚を推進したが、勢力基盤がない腆支王は国王に擁立した勢力である解氏を拒絶することが難しく、解氏の女性を王妃に迎えたとみられるが、そうであるならば、八須夫人を解氏出身と推定することもできる。しかしながら、『三国史記』腆支王即位年条に「妃八須夫人，生子久爾辛」とあり、この年に八須夫人が久尓辛王を生んだとあるため、八須夫人が解氏出身でないことを示唆する。なぜならば、腆支王即位後に解氏の女性と結婚したならば、この年に解氏の女性が出産したとみることは難しく、腆支王は八須夫人と解氏の女性という二人の夫人がいたことになり、解氏の女性は腆支王即位後に迎えられたことは明らかであるため、八須夫人は即位前に結婚したことになる。これらを解き明かす鍵は腆支王の息子である。腆支王の息子は久尓辛王と毗有王であるが、『三国史記』は毗有王の出自について本文では久尓辛王の長子、割注では腆支王の庶子という説を収録しながらもいずれが正しいかは分からないとする。久尓辛王即位時の年齢は16歳、死亡時の年齢が24歳だったであろうことを勘案すれば、毗有王を久尓辛王の息子とみることは難しく、毗有王は腆支王の庶子とみるのが妥当であり、腆支王には久尓辛王と毗有王の二人の息子がいた。したがって、久尓辛王は八須夫人から生まれ、毗有王は解氏の女性から生まれたのであり、八須夫人は腆支王が倭国で迎えた可能性が高い。関連して注目されるのは、『日本書紀』には八須夫人のように名前に「八」字が付く人物が多々みられることであり（仁徳天皇の異母兄弟として継妃となった八田皇女、履中天皇に娘の黒媛を嫁がせた隅田八代宿禰など）、特に八田皇女の存在は八須夫人が倭人である可能性を高くする。以上から、腆支王は倭国で八須夫人を迎えて帰国するときに連れて来て、即位後間もなくに八須夫人から久尓辛王が誕生した。

## 評価
倭人とされる八須夫人の存在は腆支王が倭国との関係を厚くすることに望ましい影響を及ぼした可能性が高く、八須夫人から生まれた久尓辛王即位後も厚い関係は持続したといえる。
洪性和（朝鮮語: 홍성화、建国大学）は、七支刀について腆支王が408年11月16日に久尓辛王が誕生したことを祝して製作し、409年に使臣を通じ倭王に下賜したものと主張している。七支刀には「11月16日丙午」という具体的な日付と干支が銘文されており、4世紀から6世紀にかけての11月16日が丙午の干支にあたる年時を探すと、腆支王四年（408年）になる。腆支王は倭国の女性（八須夫人）と結婚して久尓辛王が生まれたため、百済人と倭人の混血が生まれたことを祝して、百済から倭王へ七支刀が伝わったと分析した。

## 家族
- 夫：腆支王
- 子：久尓辛王